# Liste der Bürger ehrenhalber der Stadt Wien
Bürger ehrenhalber der Stadt Wien wird man als in Wien lebende Person durch die formelle Verleihung einer Bürgerurkunde durch die Institution der österreichischen Hauptstadt. Diese Ehrung ist systemisch unterhalb der eines Ehrenbürgers von Wien, der auch an Personen außerhalb Wiens oder außerhalb Österreichs verliehen werden kann.

## Bürger der Stadt Wien
Folgende Personen wurden mit dem Titel „Bürger der Stadt Wien“ ausgezeichnet:
…
- Wenzel Prückel (7. Juni 1873), Cafetier
- Franz von Suppè (9. März 1881), Komponist und Kapellmeister[1]

- Eduard Pötzl (3. März 1911), Journalist, Feuilletonist (taxfreies Bürgerrecht)

…

### 1919–1933
- Georg Philp (3. April 1919), Gemeinderat
- Heinrich Schmid (3. April 1919), Stadtrat
- Hans Arnold Schwer (3. April 1919), Stadtrat
- Johann Knoll (3. April 1919), Stadtrat
- Hans Schneider (15. April 1919), Stadtrat
- Gustav Hillinger (11. Juni 1919), Stadtbuchhaltungsdirektor
- Wilhelm Exner (20. April 1920), ehemaliger Reichsratsabgeordneter, Präsident des Gewerbevereins
- Carl Michael Ziehrer (9. Juli 1920), Komponist
- Karl Kantner (4. März 1921), Feuerwehrkommandant
- Johann Palisa (4. März 1921), Astronom
- Ernst Fuchs (23. Juni 1921), Vorstand der Wiener Augenklinik
- Edmund Hellmer (30. September 1921), Bildhauer
- Ludwig Basch (2. Dezember 1921), Chefredakteur
- Max Devrient (16. Dezember 1921), Schauspieler
- Anton Kreutzer (20. Jänner 1922), Gemeinderat
- Ferdinand Leißner (20. Jänner 1922), Bezirksrat
- Anton Amon (7. April 1922), Schauspieler
- Anton Hlavaček (12. Mai 1922), Kunstmaler
- Alfred Grünfeld (16. Juni 1922), Pianist und Komponist
- Lazar Rosefeld (11. Juli 1922), Polizeiarzt
- Josef Fuhrmann (26. Juli 1922), Feuerwehrhauptmann
- Karl Baumgartner (10. Oktober 1922), Schauspieler
- Karl Streitmann (20. Oktober 1922), Operettensänger
- Adam Müller-Guttenbrunn (17. November 1922), Schriftsteller
- Alois Rohrauer (17. November 1922), Ehrenpräsident der Naturfreunde
- Josef Obrist (6. März 1923), Obmann des Arbeiter-Sängerbundes
- Viktor Keldorfer (13. April 1923), Chormeister
- Viktor Kutschera (13. April 1923), Schauspieler
- Auguste Wilbrandt-Baudius (29. Mai 1923), Schauspielerin
- Arnold Rosé (8. November 1923), Konzertmeister der Wiener Philharmoniker
- Rudolf Tyrolt (22. Dezember 1923), Schauspieler
- Robert Gersuny (25. Jänner 1924), Arzt
- Sigmund Freud (22. April 1924), Neurologe, Begründer der Psychoanalyse
- Anton David (30. Mai 1924), Herausgeber
- Eduard Zetsche (23. Dezember 1924), Maler
- Karl Zewy (24. April 1925), Maler
- Ludwig Wutschel (18. September 1925), Gemeinderat
- Georg Reimers (9. Oktober 1925), Schauspieler
- Heinrich Schoof (16. Oktober 1925), Mentor der Arbeiter-Sänger
- Karl Führich (20. November 1925), Komponist
- Gustav Schäfer (23. Dezember 1925), Gemeinderat
- Friedrich Becke (29. Jänner 1926), Mineraloge
- Edmund Melcher (26. Februar 1926), Stadtbaumeister
- Karl Ornstein (7. Mai 1926), Rechtsanwalt
- Laurenz Widholz (7. Mai 1926), Abgeordneter zum Nationalrat
- Raimund Körbler (10. September 1926), Gemeinderat
- Martin Spörr (26. November 1926), Dirigent
- Wenzel Jellinek (15. Dezember 1926), Obmann der Krankenkasse
- Wilhelm Kienzl (27. Dezember 1926), Komponist
- Alexander Demetrius Goltz (11. Februar 1927), Maler
- Karl Schönherr (4. März 1927), Schriftsteller
- Julius Wagner-Jauregg (27. Mai 1927), Neurologe
- Josef Meder (28. Juni 1927), Direktor der Albertina
- Hans Temple (28. Juni 1927), Maler
- Eusebius Mandyczewski (2. August 1927), Komponist
- Edmund Eysler (7. Oktober 1927), Komponist
- William Unger (7. Oktober 1927), Radierer
- Albert Sever (18. November 1927), ehemaliger Landeshauptmann von Niederösterreich
- Albert Heine (24. Februar 1928), Schauspieler
- Karl Glossy (9. März 1928), Direktor der städtischen Sammlungen
- Hedwig Bleibtreu (19. Oktober 1928), Schauspielerin
- Anna Kallina (19. Oktober 1928), Schauspielerin
- Rosa Mayreder (19. Oktober 1928), Schriftstellerin und Frauenrechtlerin
- Willy Thaller (19. Oktober 1928), Schauspieler
- Karl Zeska (19. Oktober 1928), Schauspieler
- Johann Kremenezky (8. Februar 1929), Elektroindustrieller
- Karl Stiaßny (8. Februar 1929), Rechtsanwalt
- Marianne Hainisch (12. April 1929), Begründerin der Österreichischen Frauenbewegung
- Richard Waldemar (31. Mai 1929), Schauspieler
- Babette Devrient-Reinhold (22. November 1929), Schauspielerin
- Josef Redlich (31. Jänner 1930), Jurist und Politiker
- Rudolf Beer (14. März 1930), Theaterdirektor
- Emil Ertl (14. März 1930), Schriftsteller
- Eduard Jordan (14. März 1930), Schuldirektor
- Felix Salten (14. März 1930), Schriftsteller
- Franz Schalk (14. März 1930), Direktor der Staatsoper
- Georg Stern (14. März 1930), Generalrat der Länderbank
- Richard Wettstein (14. März 1930), Botaniker
- Max Winter (14. März 1930), Vizebürgermeister und Sozialreporter
- Oskar Lehner (25. April 1930), Direktor des Hotels Imperial
- Alfred Adler (11. Juli 1930), Psychiater
- Michael Haberlandt (3. Oktober 1930), Völkerkundler
- Hugo Darnaut (5. Dezember 1930), Maler
- Josef Hoffmann (23. Dezember 1930), Architekt und Designer
- Emil von Sauer (23. Dezember 1930), Pianist
- Ernst Arndt (13. März 1931), Schauspieler
- Viktor Zwilling (15. März 1931), Direktor des Kinderasyls „Humanitas“
- Josef Jaksch (20. März 1931), Vorstand des Schubertbundes
- Michael Hackl (21. April 1931), Stadtrat
- Otto Treßler (8. Mai 1931), Schauspieler
- Rudolf von Larisch (10. Juli 1931), Schriftkünstler
- Carl Moll (10. Juli 1931), Maler
- Helene Richter (10. Juli 1931), Schriftstellerin
- Anton Hueber (7. Oktober 1931), Senatspräsident
- Anton Eiselsberg (26. Jänner 1932), Chirurg
- Markus Hajek (19. Februar 1932), Laryngologe
- Karl Noorden (19. Februar 1932), Mediziner, Professor für Innere Medizin
- Josef Reiter (19. Februar 1932), Komponist
- Hans Wancura (19. Februar 1932), Bankier (Schelhammer & Schattera)
- Adolf Menzel (10. Mai 1932), Jurist
- Hans Horst Meyer (3. Juni 1932), Pharmakologe
- Rudolf Slatin (7. Juni 1932), Afrikaforscher
- Wilhelm Johann Holczabek (1. Juli 1932), Schriftsteller
- Carl Lafite (2. Oktober 1932), Komponist
- Franz Cizek (23. November 1932), Maler und Kunstpädagoge
- Arnold Durig (23. November 1932), Physiologe
- Leopold Happisch (31. März 1933), Begründer der Wiener Abteilung der Naturfreunde
- Oswald Redlich (14. Juli 1933), Historiker
- Heinrich Glücksmann (3. November 1933), Journalist und Dichter

### Seit 1946
- Albert Bassermann (21. November 1946), Schauspieler
- Robert Stolz (24. April 1947), Komponist
- Joseph Marx (19. Juni 1947), Komponist
- Hans Finsterer (24. Juni 1947), Chirurg, Universitätsprofessor
- Paul Speiser (21. Juli 1947), Vizebürgermeister
- Conrad Lötsch (20. Februar 1948), Gemeinderat
- Gabriele Proft (18. Februar 1949), Abgeordnete zum Nationalrat
- Arnold Schönberg (14. September 1949), Komponist
- Karl Holey (17. Februar 1950), Dombaumeister, Denkmalpfleger
- Josef Enslein (23. März 1950), Politiker
- Hans Preyer (27. April 1951), Bezirksvorsteher
- Ferdinand Buchberger (26. Oktober 1951), Bezirksvorsteher
- Viktor Kritscha (14. Dezember 1953), Magistratsdirektor 1945–1953
- Leopold Zechner (18. Juni 1954), Stadtschulratspräsident
- Johann Resch (14. November 1957), Stadtrat
- Leopold Thaller (19. September 1958), Stadtrat
- Lise Meitner (24. Oktober 1958), Atomphysikerin
- Karl Honay (26. Juni 1959, posthum), Vizebürgermeister
- Karl Maisel (11. November 1960), Gewerkschaftsführer und Sozialminister
- Josef Afritsch (10. März 1961), Stadtrat, Innenminister
- Karl Lakowitsch (16. Februar 1962), Stadtrat
- Walter Kinzl (21. September 1962), Magistratsdirektor 1953–1962
- Franz Koci (31. Juli 1964), Stadtrat
- Hans Mandl (31. Juli 1964), Vizebürgermeister
- Bruno Marek (29. Jänner 1965), Bürgermeister
- Max Neugebauer (30. Juli 1965), Stadtschulratspräsident
- Franz Glaserer (22. November 1968), Stadtrat
- Rudolf Sigmund (22. November 1968), Stadtrat
- Clemens Holzmeister (14. Mai 1971), Architekt
- Rosa Jochmann (18. Juni 1971), Widerstandskämpferin
- Karl Waldbrunner (19. November 1971), Nationalratspräsident, Verkehrsminister
- Karl Mühlhauser (27. September 1974), 3. Landtagspräsident
- Wilhelm Stemmer (27. September 1974), 1. Landtagspräsident
- Maria Jacobi (25. April 1974), Stadträtin
- Fritz Wotruba (17. Oktober 1975, posthum), Bildhauer
- Otto Probst (16. Dezember 1976), 3. Nationalratspräsident, Verkehrsminister
- Heinrich Drimmel (28. Februar 1977), Landeshauptmann-Stellvertreter
- Alfred Porges (29. Juni 1977), Bundesratsvorsitzender
- Hermann Schnell (21. Mai 1979), Stadtschulratspräsident
- Hans Böck (27. Juni 1979), Stadtrat
- Fritz Bock (29. Oktober 1979), Vizekanzler
- Hans Bock (19. November 1979), Vizebürgermeister
- Eduard Weikhart (30. Mai 1980), Staatssekretär
- Heinz Nittel (14. Mai 1981, posthum), Stadtrat
- Rudolf Ertl (30. September 1983), Magistratsdirektor 1962–1975
- Otto Glück (30. September 1983), Stadtrat
- Maria Hlawka (30. September 1983), Landtagspräsidentin
- Grete Rehor (30. September 1983), Sozialministerin
- Otto Schweda (30. September 1983), 3. Landtagspräsident
- Franz Skotton (30. September 1983), Bundesratsvorsitzender
- Robert Weisz (30. September 1983), Abgeordneter zum Nationalrat
- Rudolf Wurzer (30. September 1983), Stadtrat, Universitätsprofessor
- Karl Fellinger (31. Mai 1985), Mediziner, Universitätsprofessor
- Viktor Frankl (31. Mai 1985), Psychiater, Universitätsprofessor
- Josef Holaubek (23. September 1985), Polizeipräsident
- Hubert Pfoch (14. Mai 1986), 1. Landtagspräsident
- Markus Bittner (24. Juni 1986), Stadtschulratsvizepräsident
- Leopold Mistiger (24. April 1989), Abgeordneter zum Nationalrat
- Karl Vak (7. Februar 1990), Generaldirektor der Zentralsparkasse
- Roland Rainer (27. April 1990), Architekt, Stadtplaner
- Erwin Ringel (19. April 1991), Psychiater, Universitätsprofessor
- Hans Strotzka (19. April 1991), Psychiater, Universitätsprofessor
- Viktor Matejka (13. Dezember 1991), Stadtrat
- Marcel Prawy (13. Dezember 1991), Musikpublizist
- Egon Seefehlner (4. Mai 1992), Staatsoperndirektor
- Karl Vitaly (26. November 1992), Inhaber des Bekleidungshauses Tlapa
- Fritz Hofmann (17. Dezember 1994), Landtagspräsident
- Alois Stacher (28. April 1995), Stadtrat, Präsident des Roten Kreuzes
- Fritz Hahn (5. Oktober 1995), Stadtrat
- Harald Leupold-Löwenthal (5. Oktober 1995), Psychiater, Universitätsprofessor
- Josef Bandion (5. Oktober 1995), Magistratsdirektor 1975–1995
- Otto Pelzelmayer (9. Februar 1996), Stadtrat
- Günther Goller (8. März 1996), Stadtrat
- Leonie Rysanek (28. Mai 1997), Opernsängerin
- Tassilo Broesigke (27. November 1997), Präsident des Rechnungshofes
- Kurt Tichy (18. Dezember 1997), Speiseeiserzeuger
- Paul Grosz (17. Dezember 1998), Ehrenpräsident der Israelitischen Kultusgemeinde
- Hans Matzenauer (2. Juni 1999), Stadtschulratspräsident
- Franz Nekula (17. März 2000), Stadtrat
- Carl Szokoll (2. Juni 2003), Widerstandskämpfer
- Walter Nettig (30. November 2004), Präsident der Wirtschaftskammer Wien
- Johanna Dohnal (29. September 2005), Frauenministerin
- Josef Veleta (27. März 2006), Stadtrat, Abgeordneter zum Nationalrat
- Maria Hampel-Fuchs (30. Juni 2006), 1. Landtagspräsidentin
- Ingrid Smejkal (21. Februar 2007), Vizebürgermeisterin und 1. Landtagspräsidentin
- Karl Wlaschek (13. Dezember 2007), Unternehmer (Billa-Gründer)
- Johann Hatzl (13. Februar 2009), ehemaliger SPÖ-Landtagspräsident
- Rudolf Edlinger (22. Dezember 2009), ehemaliger Politiker (SPÖ) und Fußballfunktionär
- Ernst Theimer (7. Juni 2010), Magistratsdirektor 1995–2010[2]
- Otto Schenk (10. Juni 2010), Schauspieler, Kabarettist, Regisseur und Intendant[3]
- Franz Mrkvicka (5. Mai 2010), Kulturstadtrat[4]
- Elfriede Ott (9. Mai 2011), Kammerschauspielerin[5]
- Peter Schieder (31. Oktober 2012), Abgeordneter zum Nationalrat a. D.[6]
- Hannes Swoboda (13. April 2015), ehemaliger Stadtrat und Europaabgeordnete
- Hilde Hawlicek (15. November 2017), ehemalige SPÖ-Politikerin und Unterrichtsministerin